# Aphareus rutilans
Aphareus rutilans är en fiskart som beskrevs av Cuvier, 1830. Aphareus rutilans ingår i släktet Aphareus och familjen Lutjanidae. Inga underarter finns listade i Catalogue of Life.

## Bildgalleri

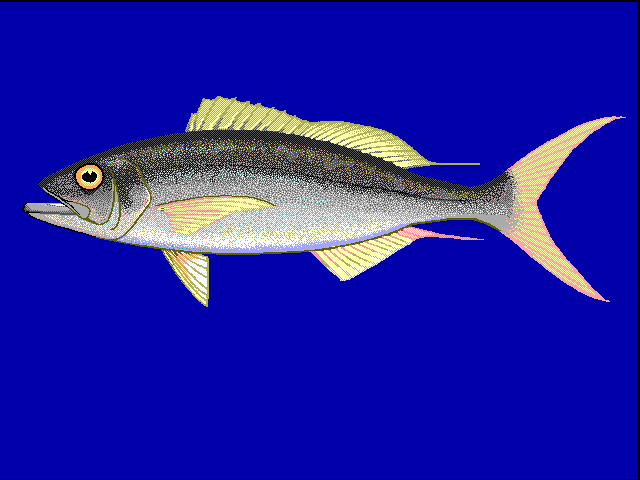